# Studi di Joinville

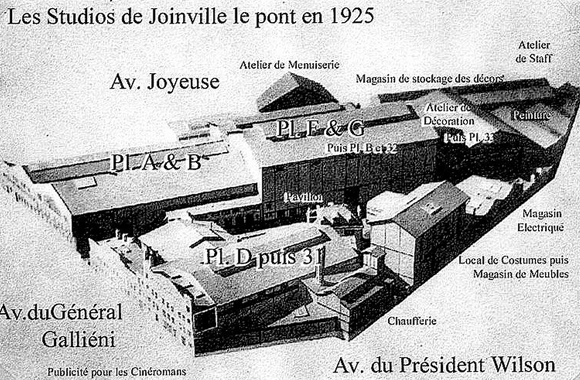
Gli studi di Joinville-le-Pont nel 1925

Gli Studi di Joinville sono stati un complesso di studi cinematografici e televisivi situati a Joinville-le-Pont (Val-de-Marne), in attività dal 1910 al 1987.
L'ingresso principale era nella Avenue du Général Gallieni ed erano situati su 16.500 m² complessivi tra Avenue Gallieni, Avenue Joyeuse e Avenue du President Wilson. Tra il 1910 e il 1970, i film realizzati negli studi di Joinville sono stati tra i più rappresentativi del cinema francese, raggiungendo fino al 40% della produzione transalpina.

## Storia
I primi studi furono costruiti nel 1908 o 1910 per Charles Pathé e Léon Gaumont dai fratelli Levinsky, società di noleggio di mobili. All'epoca era solo una capanna, ancora in luce naturale. Sarà quindi il primo studio elettrificato, fino al 1921.
In questo anno, la società Pathé costruisce diversi studi non lontano dal suo sito di riprese fotografiche industriali a Joinville-le-Pont e gli Studi di Saint-Maurice a Saint-Maurice.
Il 23 luglio 1919 la Pathé Company deposita il suo statuto di società anonima con un capitale sociale di 275 000 franchi svizzeri di capitale e gli studi (sette, dei quali due dotati di piscina) vengono denominati "Cinema Studio Joinville".
Nel 1930, Chiqué di Pierre Colombier è stato il primo film parlato realizzato in Francia. Nel biennio tra il 1930 e il 1931 la Paramount, negli studi cinematografici, produsse e allestì le riprese di sette film (Perché no?, Il richiamo del cuore, Il segreto del dottore, La riva dei bruti, La donna bianca, l'avveniristico Televisione e La vacanza del diavolo) girati contemporaneamente in molteplici versioni e in più lingue utilizzando, per ogni versione, attori provenienti dai paesi originali della lingua stessa. Questa esperienza durò fino al 1932, quando vennero allestiti studi di doppiaggio nelle singole nazioni (tra cui l'Italia).
Gli anni '30 furono segnati dalle riprese di I miserabili di Raymond Bernard e dalla personalità di Marcel Carné, che illustrò il movimento del realismo poetico (Il porto delle nebbie). A Joinville si girarono anche Amanti perduti, sempre di Marcel Carné (1945) e French Cancan di Jean Renoir (1955).
A partire dal 1947, gli studi facevano parte dell'egida della Franstudio.
L'ultimo operatore a lavorare negli studi è stata la Société française de production (abbreviato in SFP, che faceva parte dell'ORTF), che nel 1987 trasferì tutte le attività negli studi di Bry-sur-Marne.
Nel 1991, gli edifici degli studi furono demoliti e sul loro sito venne costruito un complesso residenziale. Il sito industriale della Pathé a Joinville-le-Pont, da parte sua, ospita ancora attività legate alla creazione audiovisiva, con la Cité du cinéma.

## Filmografia parziale
- Visages d'enfants, regia di Jacques Feyder (1925)
- Il denaro (L'Argent), regia di Marcel L'Herbier (1928)
- L'affare è fatto (L'affaire est dans le sac), regia di Pierre e Jacques Prévert (1932)
- I miserabili (Les Miserables), regia di Raymond Bernard (1934)
- La bella brigata (La belle Équipe), regia di Julien Duvivier (1936)
- Mayerling, regia di Anatole Litvak (1936)
- Lo strano dramma del dottor Molyneux, regia di Marcel Carné (1937)
- Il porto delle nebbie (Le Quai des brumes), regia di Marcel Carné (1938)
- L'angelo del male (La Bête humaine), regia di Jean Renoir (1938)
- Il capitano Mollenard (Mollenard), regia di Robert Siodmak (1938)
- La regola del gioco (La Règle du jeu), regia di Jean Renoir (1939)
- Amanti perduti (Les enfants du paradis), regia di Marcel Carné (1945)
- Seul dans la nuit, regia di Christian Stengel (1945)
- French Cancan, regia di Jean Renoir (1955)
- Eliana e gli uomini (Elena et les Hommes), regia di Jean Renoir (1956)

## Descrizione degli studi
| Denominazione | Superficie | Lunghezza | Larghezza | Altezza | Piscina |
| Studio A      | 264 m²     | 22m       | 12m       | 7m      |         |
| Studio B      | 810 m²     | 45m       | 18m       | 10,50m  | 6x4m    |
| Studio C      | 96 m²      | 12m       | 8m        | 6m      |         |
| Studio D      | 612 m²     | 35m       | 17,5m     | 13m     |         |
| Studio E      | 504 m²     | 36m       | 14m       | 9m      | 12x8m   |
| Studio F      | 825 m²     | 33m       | 25m       | 14m     |         |
| Studio G      | 400 m²     | 25m       | 16m       | 14m     |         |
| ------------- | ---------- | --------- | --------- | ------- | ------- |